# Fujikawa
Fujikawa (富士川町?) è una cittadina giapponese della prefettura di Yamanashi. È stata formata l'8 marzo 2010 dalla fusione delle cittadine di Masuho e Kajikazawa.